# فرودگاه شهرستان هبرسیتی
فرودگاه شهرستان هبرسیتی (به انگلیسی: Heber City Municipal Airport) یک فرودگاه است . این فرودگاه در کشور ایالات متحده آمریکا قرار دارد و در ارتفاع ۱۷۱۸ متری از سطح دریا واقع شده‌است.